# Perovskia abrotanoides
Perovskia abrotanoides là một loài thực vật có hoa trong họ Hoa môi. Loài này được Kar. mô tả khoa học đầu tiên năm 1841.